# شيوغاما (مياغي)
شيوغاما (باليابانية: 塩竈市 شيوغاما-شي) هي مدينة في محافظة مياغي، اليابان.
في 11 مارس 2011 تعرضت المدينة إلى ضرر بالغ جراء الزلزال بشدة 8.9 درجات وموجات التسونامي التي تبعت ذلك.

## أعلام
- كويتشي ياماديرا
- أزوما كونو
- هيتومي تاكاهاشي
- يو هيراياما
- تاكاكازو سوزوكي